# Villa Schmidt (Kehl)

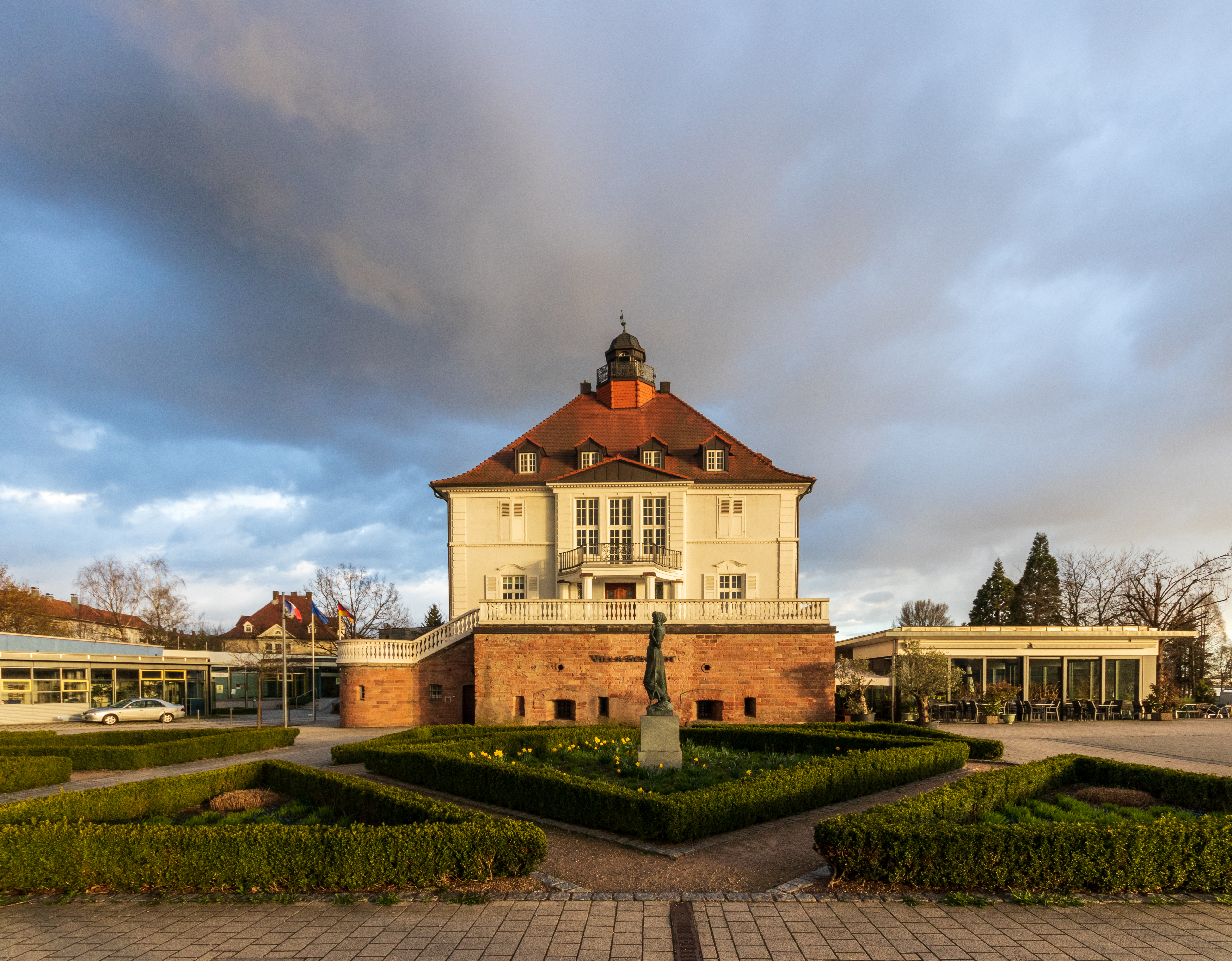
Villa Schmidt in Kehl

Die Villa Schmidt ist ein 1914 errichtetes, aufwändig gestaltetes Bürgerhaus in Kehl, das unter Denkmalschutz steht. Sie liegt am Fuße der Europabrücke und am nördlichen Ende des Gartens der zwei Ufer.

## Geschichte
Die Villa wurde im Jahr 1914 nach einem Entwurf der Architekten Mahr und Markwort auf dem Sockel eines Teils der ehemaligen Befestigungsanlage der Eisenbahnbrücke erbaut. Bis 1944 war sie das Wohnhaus der Familie Ludwig und Agnes Schmidt. Von 1945 bis 1992 beherbergte sie die französische Militärverwaltung. Im Vorfeld der Landesgartenschau 2004 wurde die Stadt Kehl Eigentümerin der Villa und renovierte sie, im Umfeld wurden auf den Rhein führende Terrassen angelegt. Seit dieser Zeit befindet sich in der Villa Schmidt ein Restaurant.

## Familie Ludwig und Agnes Schmidt
Agnes Schmidt (1870–1948) ist die Tochter von Ludwig und Agnes Trick. Ihr Vater Ludwig errichtete im Jahr 1883 in Kehl eine Zellulosefabrik, die sich bis zu seinem Tod im Jahr 1900 mit 500 Mitarbeitern zum größten Arbeitgeber der Stadt entwickelte. In der Folgezeit wurde seine Frau Agnes Trick zusammen mit ihren vier Töchtern zu den Gesellschaftern der Zellstofffabrik Trick. Zum 1. Geschäftsführer wurde der Mann von Agnes Schmidt, der Berufsoffizier Ludwig Schmidt (1865–1928), der dieses Amt bis zum Ende seines Lebens innehatte. Das Ehepaar hatte zwei Söhne und eine Tochter. Agnes Schwester Elisabeth Trick war mit Hermann Dietrich verheiratet, dem ehemaligen Kehler Bürgermeister und zeitweiligen Vizekanzler in der Weimarer Republik, der nach dem frühen Tod seiner Frau im Jahr 1921 zu einem weiteren Gesellschafter wurde.

## Die Heuwenderin

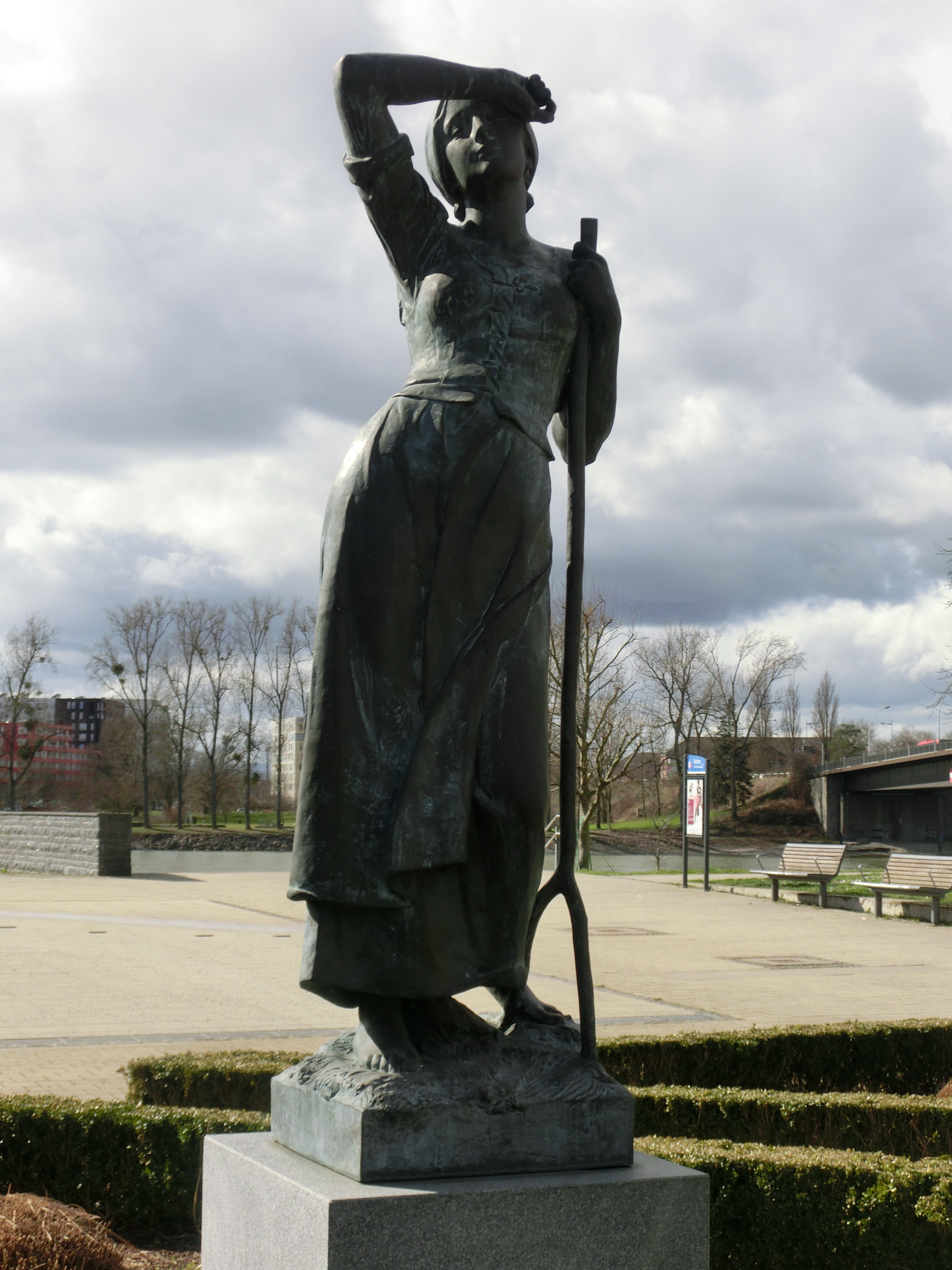
Statue „Heuwenderin“ an der Villa Schmidt in Kehl

Direkt neben der Villa Schmidt steht Die Heuwenderin, eine knapp 2 Meter große Bronzefigur des Straßburger Bildhauers Albert Schultz (1871–1952) aus dem Jahr 1906. Agnes Trick schenkte diese Figur der Stadt Kehl 1908 zum 25. Jubiläum der Zellstofffabrik Trick. Zunächst stand sie auf dem Platz vor dem Bahnhof, der später den Namen Agnesplatz erhielt. Im Jahr 1938 wurde sie wegen des Baus des Westwallbunkers vor das Amtsgericht versetzt. Seit 1944 gilt die Bronzefigur als verschollen. Aus dem Gipsabdruck des Originals wurde auf Initiative von Carl Helmut Steckner ein Nachguss erstellt, der 1981 im Foyer der Stadthalle Kehl aufgestellt wurde. Im Vorfeld der Landesgartenschau 2004 erhielt sie ihren jetzigen Standort.